# David's Midnight Magic
David's Midnight Magic est un jeu vidéo de flipper conçu par David Snider et publié par Brøderbund Software en 1982 sur Apple II puis porté sur Atari 8-bit et Commodore 64. David Snider commence à le programmer en 1981 après avoir découvert le jeu de flipper Raster Blaster (1981) de Bill Budge. En septembre de la même année, alors qu’il en est à la moitié du développement, il envisage de créer sa propre société de jeu vidéo pour le publier. Lors d’un salon informatique à Chicago, il rencontre cependant Doug Carlson, le fondateur de Brøderbund Software, à qui il présente son projet et qui se montre très intéressé,. Il rejoint la société peu de temps après et en décembre 1981, le jeu est publié sur Apple II. Le jeu rencontre un important succès critique et commercial et est notamment désigné jeu vidéo de l’année par le magazine Electronic Games.
À sa sortie, il est souvent comparé au jeu de flipper Raster Blaster. Pour le magazine Softline, David's Midnight Magic ne parvient ainsi pas à surpasser ce dernier, bien qu’il soit sorti neuf mois plus tard. Le journaliste de Computer Gaming World juge au contraire qu’il se révèle être meilleur que son prédécesseur, bien qu’il regrette qu’il soit nécessaire de retirer la protection contre la copie de la disquette du jeu pour pouvoir sauvegarder son score.